# Peter Vidmar
Peter Glen Vidmar, né le 3 juin 1961 à Los Angeles, est un gymnaste américain.

## Palmarès

### Jeux olympiques
- Los Angeles 1984
  -  médaille d'or au concours par équipes
  -  médaille d'argent au concours général individuel
  -  médaille d'or au cheval d'arçons

### Championnats du monde
- Fort Worth 1979
  -  médaille de bronze au concours par équipes